# Euophrys gambosa
Euophrys gambosa är en spindelart som först beskrevs av Simon 1868.  Euophrys gambosa ingår i släktet Euophrys och familjen hoppspindlar. Inga underarter finns listade i Catalogue of Life.